# Mistrovství Evropy juniorů v atletice 2015
23. Mistrovství Evropy juniorů v atletice – sportovní závod organizovaný EAA se konal v švédském městě Eskilstuna. Závod se odehrál od 16. července – 19. července 2015.

## Výsledky

### Muži
| Soutěž                  | Zlato                                                                  | Výkon     | Stříbro                                                          | Výkon     | Bronz                                                            | Výkon     |
| 100 m                   | Ojie Edoburun                                                          | 10.36     | Joseph Dewar                                                     | 10.46     | Emil von Barth                                                   | 10.64     |
| 200 m                   | Tommy Ramdhan                                                          | 20.57     | Elliot Powell                                                    | 20.72     | Even Meinseth                                                    | 20.94     |
| 400 m                   | Benjamin Lobo Vedel                                                    | 46.48     | Karsten Warholm                                                  | 46.50     | Batuhan Altıntaş                                                 | 46.95     |
| 800 m                   | Kyle Langford                                                          | 1:48.99   | Konstantin Tolokonnikov                                          | 1:49.00   | Mateusz Borkowski                                                | 1:49.21   |
| 1500 m                  | Josh Kerr                                                              | 3:49.62   | Baptiste Mischler                                                | 3:49.88   | Andriy Aliksiychuk                                               | 3:50.22   |
| 5000 metres             | Alex George                                                            | 14:34.42  | Simon Debognies                                                  | 14:34.67  | Yemaneberhan Crippa                                              | 14:35.39  |
| 10 000 m                | Pietro Riva                                                            | 30:20.45  | Fabian Gering                                                    | 30:20.69  | Dieter Kersten                                                   | 30:21.85  |
| 110 m překážek (100 cm) | Kamil Salimullin                                                       | 13.60     | Florian Lickteig                                                 | 13.64     | Henrik Hannemann                                                 | 13.67     |
| 400 m překážek          | Victor Coroller                                                        | 50.53     | Joshua Abuaku                                                    | 51.46     | Dominik Hufnagl                                                  | 51.74     |
| 3000 m překážek         | Yohanes Chiappinelli                                                   | 8:47.58   | Patrick Karl                                                     | 8:54.10   | Balázs Juhász                                                    | 8:58.11   |
| štafeta 4 × 100 m       | Emil von Barth Austin Hamilton Thobias Nilsson Montler Gustav Kjell    | 39.73     | Artur Wasilewski Przemysław Adamski Krzysztof Wróbel Eryk Hampel | 40.00     | Nans André Maxime Gardès Dylan Barbier Amaury Golitin            | 40.02     |
| štafeta 4 × 400 m       | Andrej Jefremov Andrej Kucharenko Konstantin Tolokonnikov Ilja Krasnov | 3:08.35   | Giuseppe Leonardi Leonardo Vanzo Simone Serafini Daniele Corsa   | 3:10.04   | Constantin Schmidt Pascal Unbehaun Jaakkima Rösler Aleksi Rösler | 3:10.12   |
| chůze na 10 000 m       | Diego García                                                           | 40:05.21  | Vladislav Sarajkin                                               | 40:59.28  | Pablo Oliva                                                      | 41:00.73  |
| skok do výšky           | Jonas Kløjgård Jensen                                                  | 2.23      | Dawid Wawrzyniak                                                 | 2.23      | Oleksandr Barannikov                                             | 2.19      |
| skok o tyči             | Adam Hague                                                             | 5.50      | Niko Koskinen                                                    | 5.35      | Alioune Sene                                                     | 5.30      |
| skok daleký             | Anatolij Rjapolov                                                      | 7.96      | Jacob Fincham-Dukes                                              | 7.75      | Filippo Randazzo                                                 | 7.74      |
| trojskok                | Nazim Babayev                                                          | 17.04 RŠ  | Tobia Bocchi                                                     | 16.51     | Pavlo Beznits                                                    | 16.10     |
| vrh koulí (6 kg)        | Konrad Bukowiecki                                                      | 22.62 RŠ  | Andrei Toader                                                    | 20.78     | Sebastiano Bianchetti                                            | 20.71     |
| hod diskem (1.75 kg)    | Bartłomiej Stój                                                        | 68.02 RŠ  | Martin Marković                                                  | 67.11     | Henning Prüfer                                                   | 64.18     |
| hod kladivem (6 kg)     | Bence Halász                                                           | 79.60 RŠ  | Miguel Alberto Blanco                                            |           | Matija Gregurić                                                  | 77.35     |
| hod oštěpem             | Matija Muhar                                                           | 79.20     | Simon Litzell                                                    | 78.34     | Edis Matusevičius                                                | 77.48     |
| desetiboj               | Jan Doležal                                                            | 7929 bodů | Karsten Warholm                                                  | 7764 bodů | Maksim Andraloits                                                | 7717 bodů |

### Ženy
| Soutěž            | Zlato                                                                 | Výkon     | Stříbro                                                          | Výkon     | Bronz                                                                                | Výkon     |
| 100 m             | Ewa Swoboda                                                           | 11.52     | Lisa Mayerová                                                    | 11.64     | Kristina Sivkova                                                                     | 11.68     |
| 200 m             | Gina Lückenkemperová                                                  | 22.41     | Shannon Hyltonová                                                | 22.73     | Maroussia Pare                                                                       | 23.05     |
| 400 m             | Laviai Nielsenová                                                     | 52.58     | Cheriece Hyltonová                                               | 53.16     | Anastasija Bednova                                                                   | 53.27     |
| 800 m             | Renée Eykensová                                                       | 2:02.83   | Sarah Schmidtová                                                 | 2:04.55   | Aníta Hinriksdóttir                                                                  | 2:05.04   |
| 1500 m            | Bobby Clayová                                                         | 4:17.91   | Amy Griffithsová                                                 | 4:20.41   | Konstanze Klosterhalfenová                                                           | 4:20.84   |
| 3000 m            | Alina Rehová                                                          | 9:12.29   | Célia Antónová                                                   | 9:16.36   | Anna-Emilie Møllerová                                                                | 9:17.36   |
| 5000 m            | Alina Rehová                                                          | 16:02.01  | Anna-Emilie Møllerová                                            | 16:07.43  | Carmela Cardama                                                                      | 16:23.81  |
| 100 m překážek    | Elvira Hermanová                                                      | 13.15     | Luca Kozák                                                       | 13.20     | Laura Valette                                                                        | 13.21     |
| 400 m překážek    | Nenah De Conincková                                                   | 57.85     | Inge Drostová                                                    | 57.88     | Ayomide Folorunso                                                                    | 58.44     |
| 3000 m překážek   | Sümeyye Erolová                                                       | 10:19.15  | Carolina Johnssonová                                             | 10:28.31  | Alisa Vainio                                                                         | 10:30.83  |
| štafeta 4 × 100 m | Shannon Malone Shannon Hylton Charlotte McLennaghan Imani Lansiquot   | 44.18     | Weronika Błażek Zuzanna Kaniecka Karolina Ciesielska Ewa Swoboda | 45.28     | Caroline Chaillou Cynthia Leduc Maroussia Paré Floriane Gnafoua                      | 45.35     |
| štafeta 4 × 400 m | Cheriece Hyltonová Lina Nielsenová Lily Beckfordová Laviai Nielsenová | 3:34.36   | Alice Mangione Virginia Troiani Federica Putti Ayomide Folorunso | 3:37.45   | Anastasija Kudrjacevová Julija Kondraškinová Valerija Caplinová Anastasija Bednovová | 3:37.57   |
| chůze na 10 000 m | Klavdija Afanasjeva                                                   | 43:36.88  | Olga Šargina                                                     | 44:01.08  | Marija Losinova                                                                      | 44:07.44  |
| skok do výšky     | Morgan Lake                                                           | 1.91      | Nawal Menikerová                                                 | 1.86      | Ellen Ekholmová                                                                      | 1.83      |
| skok o tyči       | Angelica Moserová                                                     | 4.35      | Aljona Lutkovskaja                                               | 4.20      | Kamila Przybyła                                                                      | 4.20      |
| skok daleký       | Florentina Marincu                                                    | 6.78      | Anna Bühlerová                                                   | 6.55      | Fatima Diame                                                                         | 6.55      |
| trojskok          | Valentina Kosolapovová                                                | 13.27     | Kristina Malaja                                                  | 13.25     | Florentina Marincu                                                                   | 13.08     |
| vrh koulí         | Emel Dereliová                                                        | 18.40     | Claudine Vita                                                    | 17.13     | Aljona Bugakova                                                                      | 16.81     |
| hod diskem        | Claudine Vita                                                         | 57.47     | Veronika Domjanová                                               | 56.63     | Anastasija Vitjugova                                                                 | 54.21     |
| hod kladivem      | Audrey Ciofaniová                                                     | 67.20     | Beatrice Nedberge Llano                                          | 64.76     | Katarzyna Furmaneková                                                                | 63.80     |
| hod oštěpem       | Maria Andrejczyková                                                   | 59.73     | Anete Kociņa                                                     | 58.88     | Aleksandra Ostrowska                                                                 | 56.24     |
| sedmiboj          | Caroline Agnou                                                        | 6123 bodů | Hanne Maudens                                                    | 5720 bodů | Louisa Grauvogel                                                                     | 5704 bodů |